# 2023 na Alemanha
Esta é uma cronologia dos fatos acontecimentos de ano 2023 na Alemanha.

## Incumbentes
- Presidente – Frank-Walter Steinmeier
- Chanceler – Olaf Scholz

## Eventos
- 1 de janeiro: Entra em vigor a proibição da Alemanha e da Polônia sobre as importações de petróleo da Rússia via oleoduto.[1]
- 5 de janeiro: Alemanha e Estados Unidos concordaram em enviar veículos blindados Bradley e Marder para a Ucrânia.[2]
- 8 de janeiro: 
  - A polícia estadual da Renânia do Norte-Vestfália prende dois irmãos iranianos em Castrop-Rauxel, suspeitos de planejar um ataque terrorista com armas químicas.[3]
  - Protestos surgem na mina de carvão Garzweiler na Renânia do Norte-Vestfália, contra a demolição da vila de Lützerath.[4][5] Lützerath deveria ser originalmente demolida para expandir a mina, mas em outubro de 2022 o governo decide que as operações de mineração de carvão seriam encerradas até 2030, mas que a vila ainda seria demolida.[6]
- 11 de janeiro: A ministra das Relações Exteriores alemã, Annalena Baerbock, visita a cidade de Kharkiv, na Ucrânia, para fornecer apoio na guerra contra a Rússia.
- 14 de janeiro: A Alemanha remove a exigência de máscaras faciais em ônibus e trens, removendo assim as últimas restrições da coronavírus.[7]
- 16 de janeiro: A ministra da Defesa alemã, Christine Lambrecht, renuncia ao gabinete Scholz em meio a críticas sobre sua forma de lidar com a guerra na Ucrânia.[8]
- 22 de janeiro: A ministra das Relações Exteriores alemã, Annalena Baerbock, diz que a Alemanha não impedirá a Polônia de enviar tanques de batalha principais Leopard 2 para a Ucrânia, que as autoridades ucranianas dizem ser fundamentais para derrotar as forças russas no campo de batalha.[9]
- 24 de janeiro: O chanceler alemão Olaf Scholz decide enviar tanques de batalha principais Leopard 2 para a Ucrânia e permitirá que outros operadores dos tanques, como a Polônia, o façam também.[10]